# Menemismo
Menemismo é um termo que se refere às políticas implementadas na Argentina por Carlos Menem, presidente do país de 1989 a 1999. Assim como o peronismo (movimento ao qual Menem pertenceu), o menemismo é complexo, sendo mais comumente definido como uma retórica populista combinada com políticas neoliberais.
O menemismo chegou ao poder a partir da Frente Justicialista de Unidade Popular. É lembrado pela plataforma eleitoral com que venceu as eleições; as medidas incluíam um “salariazo” e uma “revolução produtiva”. Ganhou as eleições com outros setores do Peronismo ou radicalismo de centro-esquerda.
O Menemismo regressou ao poder com uma taxa de votação estrondosamente elevada, tendo já modificado a constituição nacional, com a Coparticipação, para que os mandatos governamentais durassem 4 anos, possibilitando a reeleição de Carlos Saúl Menen. Os problemas recorrentes deste modelo econômico determinaram[carece de fontes?] uma recessão econômica desde 1998, que acabaria por explodir na crise de 2001.

## Ideologia
O menemismo constituiu um período político cultural em torno da prática de um consenso excessivo da ideologia neoliberal, com políticas como a convertibilidade, a privatização de empresas, a libertação econômica, onde a economia foi desregulamentada, reduzindo cotas, tarifas e proibições de importação. Ideologia que foi contrariada principalmente pelos setores nacional populares do peronismo que rotularam Menem de “Traidor”. Para contrariar estes setores, procurou-se relacionar, neste sentido, o traço de uma certa viragem do peronismo nas políticas públicas durante 1952 para a abertura ao capital estrangeiro, com as políticas liberais que o governo menemista efetuava. Para mostrar alguma continuidade e relação com o movimento peronista.
O menemismo foi qualificado de diversas maneiras em torno de sua posição no espectro político, sendo a mais comum a centro-direita ou a direita.
O menemismo é considerado conservador pela maioria dos setores, embora nos seus governos não existam muitas políticas culturais ou sociais onde possamos vê-lo claramente representado.

## Programa político

### Modelo econômico
Menem rapidamente aderiu às políticas do economista John Williamson, que propôs um conjunto de dez fórmulas específicas para os países em desenvolvimento afetados por crises macroeconômicas, tais como um pacote de reformas fiscais, comerciais e laborais para estabilizar os preços, atrair investimento estrangeiro; reduzir o tamanho do Estado e incentivar a expansão das forças do mercado interno. Maior abertura da economia. Implicou a entrada de capital financeiro e produtivo e a entrada de bens que competem com os produtos nacionais. Esta medida provocou mais uma vez o encerramento de fábricas e oficinas.

### Plano de conversibilidade
Por lei, a moeda nacional foi fixada em paridade com o dólar norte-americano. Como consequência, o custo da produção nacional aumentou e os empresários não conseguiram competir com as importações. Portanto, a produção caiu e o desemprego aumentou.

### Privatizações
Com base na Lei n.º 23.696, mais conhecida como Lei da Reforma do Estado, o Menemismo em seu governo implementou uma série de privatizações massivas de empresas estatais visando gerar uma economia mais liberal. Menem colocou à venda as seguintes empresas estatais: YPF, YCF, Gas del Estado, Empresa Nacional de Telecomunicações, Aerolíneas Argentinas, Porto, Sistema Nacional de Aposentadoria e Pensões, entre outras. O que se traduziu em relações estratégicas com os Estados Unidos e Grã-Bretanha, aplaudidas por líderes conservadores do momento como Ronald Reagan e Margaret Thatcher.

### Diminuição dos gastos públicos
A diminuição dos gastos públicos sob o menemismo foi uma das condições impostas pelo Fundo Monetário Internacional (FMI) para conceder crédito ao país e sustentar o regime de convertibilidade. A despesa pública passou de representar 35,6% do PIB em 1989 para apenas 18,3% em 1992. Esta redução foi conseguida principalmente através da privatização ou concessão de empresas e serviços públicos. A diminuição dos gastos públicos também afetou áreas sensíveis como educação, saúde, defesa e segurança. O orçamento destinado a estas áreas foi reduzido ou transferido para as províncias, que tiveram que se encarregar de financiá-las com recursos próprios ou com dívidas. A consequência foi uma deterioração na qualidade e cobertura destes serviços, bem como uma perda de empregos públicos e de direitos sociais. Seu objetivo era alcançar o equilíbrio fiscal e evitar a questão monetária que gerava a inflação. No entanto, também teve efeitos negativos no desenvolvimento produtivo, no emprego, na distribuição de rendimentos e no bem-estar da população.

### Alinhamento internacional
Os ministros da economia de Menem eram acadêmicos proeminentes e tinham relações privilegiadas com os Estados Unidos. Porém, houve diferenças entre a gestão de Cavallo e a de Di Tella. Enquanto Cavallo tentava manter as diferenças sem pressão diplomática dos Estados Unidos, Di Tella não hesitou em adotar uma política de atenção exclusiva a esse país, chamada de “relações carnais”. Em 1996 foram observadas mudanças nesta estratégia que poderiam significar o abandono desta política.

## Atualidade
Atualmente existem vários políticos que costumam ser considerados pela cena política como menemistas ou defensores dela. Como Mauricio Macri, Javier Milei, Miguel Ángel Pichetto ou Patricia Bullrich.
Alguns partidos considerados menemistas são, por exemplo, Peronismo Republicano.